# Усмерская волость
У́смерская во́лость (Усмерский стан) — одна из древнейших волостей Коломенского уезда Московской губернии по доекатерининскому административно-территориальному делению. Расположена на северо-востоке уезда по течению левого притока реки Москвы — р. Мерской (Нерской) (откуда и название — Усть-Мерская). Впервые река Мерская как важный пограничный ориентир (на рубеже Рязанских и Владимирских земель) встречается в 1209 г. Сама волость впервые упоминается в духовной Ивана Калиты (1336 г.). В свою очередь, название р. Мерской — от финно-угорского племени меря. Другие значимые реки волости — Медведка и Семиславка (левые притоки р. Москвы).
Центр — погост Усмерский (близ с. Барановского Воскресенского района Московской области). Волость граничила с Брашевской, Похрянской, Мезынской и Холмовской волостями и Большим Микулиным станом Коломенского уезда, а также с Московским уездом. С древнейших времён р. Нерская выполняла важную транспортную функцию. На территории волости (при слиянии рек Москвы и Нерской) существовал мыт.
К 1578 г. большая часть земель перешла в руки вотчинников и помещиков и волость приобрела статус стана. Усмерский стан просуществовал до губернской реформы Екатерины II.
В XIX — начале XX веков Усмерская волость входила в Бронницкий уезд. По данным 1919 года в неё входил 31 сельсовет: Анфаловский, Барановский, Берендинский, Бессоновский, Бочевино-Субботинский, Вырыпаевский, Журавлевский, Игнатьевский, Кельинский, Кладьковский, Климовский, Конобеевский, Леоновский, Лидинский, Луневский, Медведевский, Николаевский, Новосёловский, Осташовский, Островицкий, Потаповский, Пушкинский, Рославлевский, Силинский, Старовский, Усадищенский, Фёдоровский, Хорловский, Чечевиловский, Шуклинский, Щербовский.
В 1929 году сельсоветов стало 25: Барановский, Берендинский, Бессоновский, Бочевинский, Вырыпаевский, Кладьковский, Климовский, Конобеевский, Леоновский, Лидинский, Луневский, Медведевский, Новоселовский, Осташевский, Потаповский, Пушкинский, Рославлевский, Силинский, Старовский, Усадищинский, Усмерский, Хорловский, Чечевиловский, Шуклинский, Щербовский.

В ходе реформы административно-территориального деления СССР в 1929 году Усмерская волость была упразднена.

## Погосты
- на реке Семиславке у Пяти Крестов с церковью Николы Чудотворца
- в с. Воскресенском с церковью Воскресения Христова
- на реке Чернотке с церковью Ильи Пророка
- погост с церковью Рождества Христова с тёплой церковью Николы Чудотворца
- на берегу Москвы-реки с церковью Преображения Спасова
- на берегу Москвы-реки с церковью страстотерпца Христова Георгия

## Поселения
На территории Усмерской волости (стана) располагались следующие населённые пункты, входящие ныне в Воскресенский район Московской области.
- Конобеево
- Барановское
- Воскресенское
- Вострянское
- Ёлкино
- Ильино
- Константиново
- Лопатино
- Максимовская
- Маришкино
- Новочеркасское
- Осташево
- Перхурово
- Потаповское
- Сабурово
- Тараканово
- Трофимово
- Усадище
- Федотово
- Хлопки
- Хорлово
- Чемодурово
- Шильково
- Щербово